# Powder - Un incontro straordinario con un altro essere
Powder - Un incontro straordinario con un altro essere (Powder) è un film del 1995 diretto da Victor Salva.
Il film racconta la storia di un ragazzo soprannominato "Powder" ("cipria"), dotato di una intelligenza incredibile, della telepatia, e di alcuni poteri paranormali. Il film è interpretato da Sean Patrick Flanery nel ruolo principale, Jeff Goldblum, Mary Steenburgen, Bradford Tatum, Lance Henriksen e Brandon Smith in ruoli da non protagonisti.

## Trama
Morta la madre, un bimbo appena nato, rifiutato dal padre, viene affidato ai nonni, che lo chiamano Jeremy. Man mano che il bimbo cresce, i nonni ne curano e favoriscono lo sviluppo fisico e culturale, ma lo tengono chiuso in una buia cantina della loro casa. Jeremy non è solo un albino, calvo e bianco dalla testa a i piedi: è un essere misterioso, dotato di intelligenza e facoltà fuori dal normale. Scoperto dalla polizia, arrivata in casa per capire le cause della morte del nonno, il ragazzo viene affidato dallo sceriffo Barnum alle cure di Jessie Caldwell, una giovane psicologa responsabile di un centro per giovani disadattati che tenta di inserirlo nella scuola, in mezzo a coetanei che non riuscendo ad inquadrare il nuovo, enigmatico e inquietante compagno, lo rifiutano. Jessie ed il professor Donald Ripley, che insegna scienza nell'istituto, sono i primi a rendersi conto delle eccezionali qualità umane ed intellettive del giovane, che a poco a poco si rivela buono e puro, anche se all'occorrenza deve far ricorso a certe sue facoltà straordinarie per difendersi. Attraverso una serie di eventi drammatici, impegnato a difendere la propria identità nonostante l'odio e le paure che la sua presenza sembrano generare, Powder (questo il nomignolo datogli dai coetanei per la carnagione incredibilmente bianca) determina un profondo effetto su tutti coloro che, per vari motivi, vengono a contatto con lui, fino al giorno in cui la sua grande aspirazione di rientrare, libero dal corpo, nella realtà della pura energia, si concretizza. Infatti un temporale apocalittico lo assorbe e lo riporta all'origine di quel ciclo senza fine che caratterizza l'unica realtà immanente dell'esistente.

## Accoglienza
Dalla sua uscita, il film ha guadagnato approssimativamente 30 milioni di dollari negli Stati Uniti.

## Riconoscimenti
Nel 1996 il film ha vinto il Gérardmer Film Festival nella categoria Audience Award ed è stato candidato a un MTV Movie Award nella categoria Best Breakthrough Performance per Sean Patrick Flanery.